# Apsilochorema nigrum
Apsilochorema nigrum là một loài Trichoptera trong họ Hydrobiosidae. Chúng phân bố ở miền Ấn Độ - Mã Lai.